# Eiskastenspitze
Die Eiskastenspitze ist ein 3371 m ü. A. hoher Berg des hinteren Kaunergrats, eines Gebirgszuges der Ötztaler Alpen. Sie ist dort einer der höchsten und mächtigsten Berge und mit ihrem höheren Nachbarn – der Bliggspitze – durch einen zackigen Grat verbunden. Der Berg fällt nach allen Seiten hin mit steilen Flanken ab. Die beeindruckende, äußerst steile Nordwand ist schwierig zu ersteigen. Den Berg krönt eine große Firnhochfläche, an deren nordwestlichem Ende die Gipfelerhebung aufragt. Nach Süden hin schließt sich das Becken des Mittleren Eiskastenferners an die Bergflanke an.
Die Aussicht von der Eiskastenspitze umfasst neben dem hinteren Kaunergrat vor allem auch die höchsten Gipfel des Weißkamms.
In alter Zeit hieß der Berg aufgrund seiner Nachbarschaft zur höheren Bliggspitze auch Äußere Blickspitze.

## Anstieg
Der Normalweg führt vom Taschachhaus auf dem Hüttenweg hinab zum Sexegertenbach, auf einer Brücke über den Bach und auf markiertem Weg an den Hängen empor. Bei der Abzweigung des Fuldaer Höhenwegs am Eiskastenbach steigt er, weiter dem Offenbacher Höhenweg folgend, empor über ansetzende Moränenhänge in Richtung zum Vorderen Köpfle (2740 m), einem auffälligen, tafelbergartigen Kopf. Dieser wird südlich passiert und man erreicht ein weites Geröllkar, an dessen anderem Ende der Berg aufragt. Durch das Kar führt der Weg in Richtung des Mittleren Eiskastenferners und auf den rechten Rand des Gletschers zu, dann über die Blockhänge empor, bis er einen Geröllstreifen zwischen dem Hängegletscher und der steilen Bergflanke erreicht. Auf diesem Streifen verläuft er westlich empor bis zur ebenen Gletscherfläche und auf dem Eis rechts in das oberste Gletscherbecken hinein. Nun wendet sich der Weg nach Norden und führt über Firn und Schutt in Richtung einer steilen Rinne, in der er ansteigt, bis sie sehr steil wird. Dort führt er nach links hinaus und folgt den Trittspuren weiter aufwärts, in etwa parallel zur Rinne und nach Erreichen eines Bandes, das quer aufwärts durch den steilen Fels verläuft, über die steilen und stellenweise griffarmen Platten aufwärts. Unter einem leichten Überhang hindurch erreicht man wieder leichteren Fels, über den man bald die Firnhaube erreicht. Am linken Rand über den Firn in Richtung Gipfelkopf und leicht über Blöcke und Schutt zum Gipfel mit Steinmann und Stange.

## Bilder

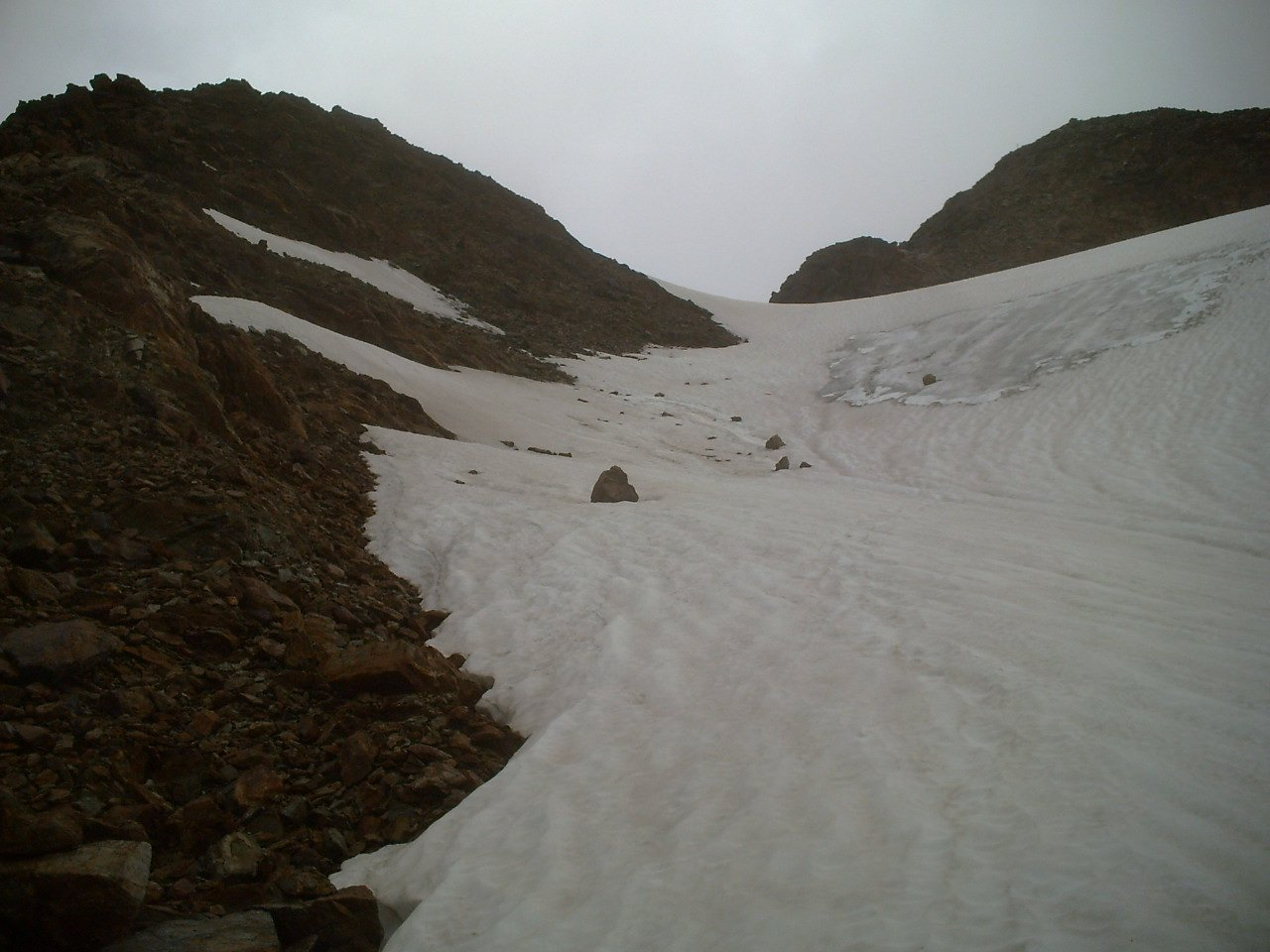
Auf der Firnhaube
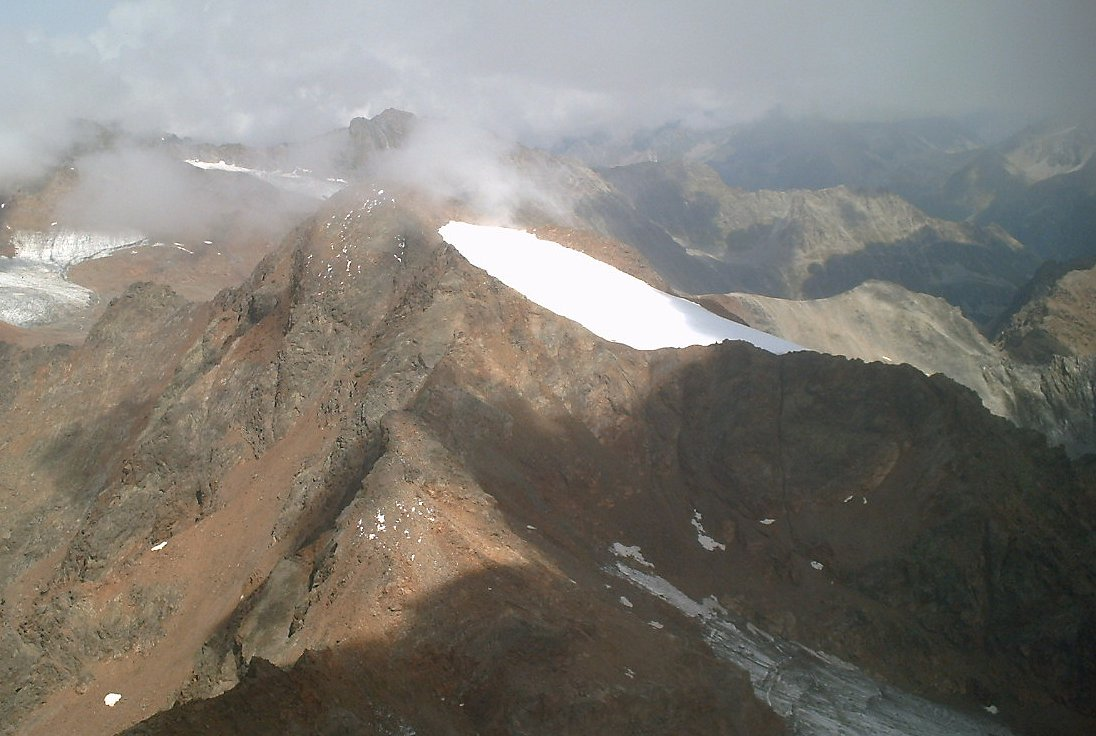
Eiskastenspitze von Süden, von der Bliggspitze
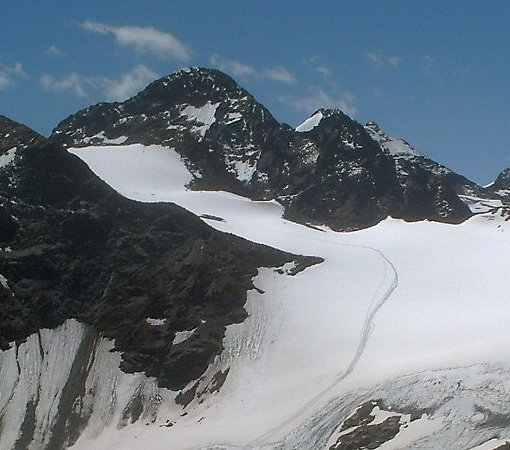
Eiskastenspitze von Norden (mit Nordwand)
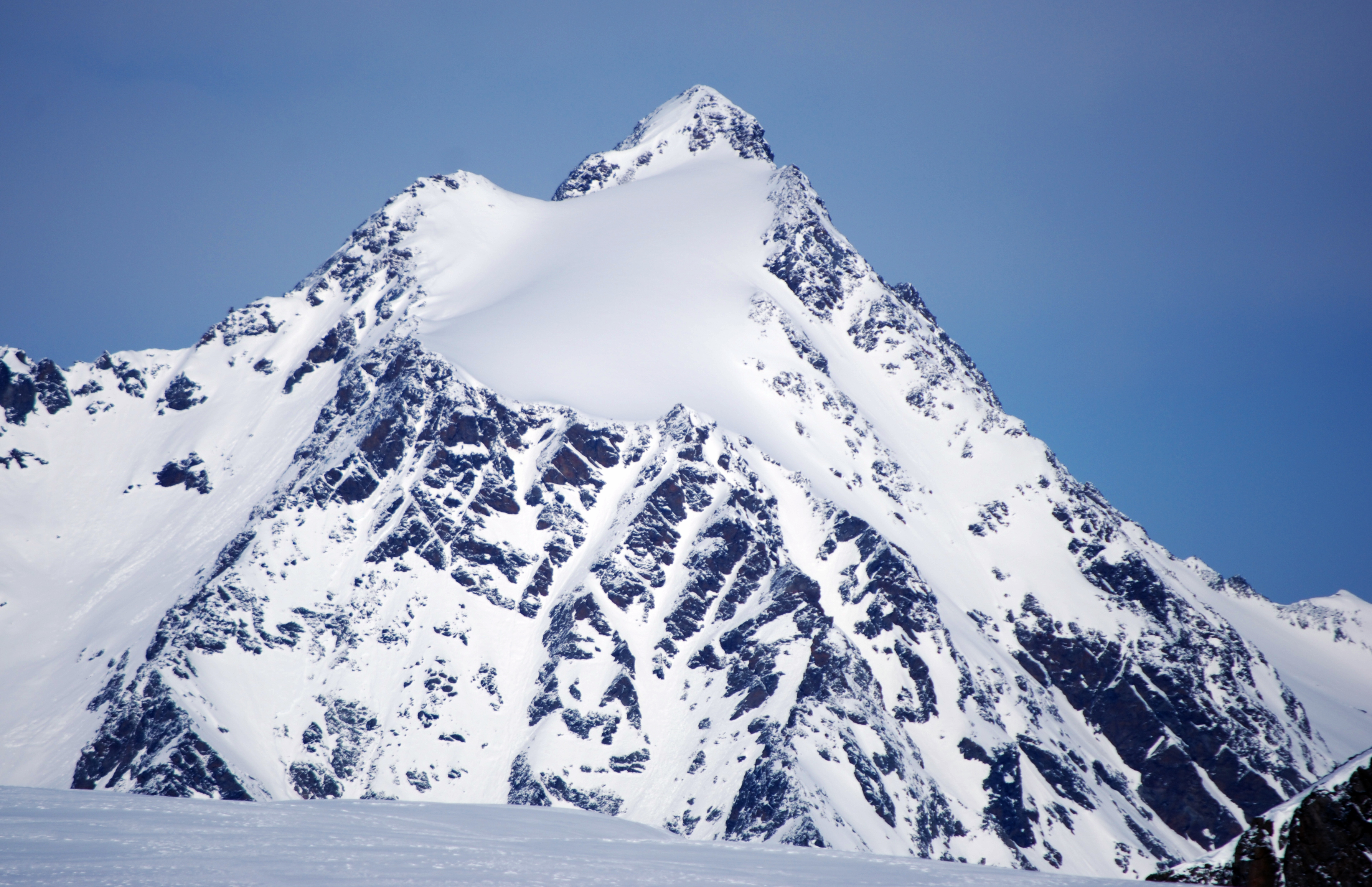
Eiskastenspitze von Südosten